# Pleuractis paumotensis
Espèce
Synonymes
- Fungia (Pleuractis) paumotensis Stutchbury, 1833[1]
- Fungia carcharias Studer, 1878[1]
- Fungia paumotensis Stutchbury, 1833[1]
- Fungia proechinata Döderlein, 1901[1]
- Fungia subpaumotensis Umbgrove, 1946[1]

Pleuractis paumotensis est une espèce de coraux de la famille des Fungiidae.

## Publication originale
- Stutchbury, 1833 : An account of the mode of growth of young corals of the genus Fungia. Transactions of the Linnean Society of London, vol. 16, pp. 493-497 (texte intégral) (en).